# Fort Hall
Fort Hall a été construit en 1834 par l'explorateur Nathaniel Jarvis Wyeth sur la piste de l'Oregon, sur le bord de la rivière Snake au sud de l'Idaho. C'est un point de passage important, qui a été inclus dans la réserve indienne de Fort Hall. C'est l'endroit où la piste venant de l'est se sépare soit vers le nord-ouest vers l'Oregon, soit vers le sud-ouest vers la Californie.
Il a été classé en tant que site national historique,.

Localisation de Fort Hall.
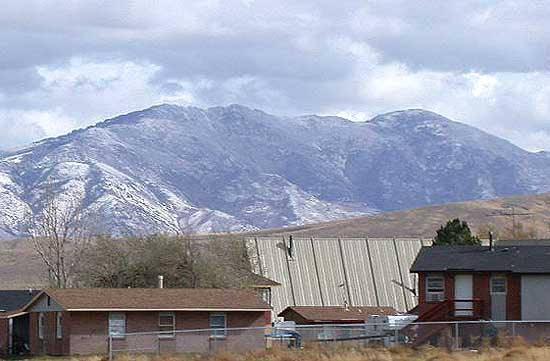
Maisons à Fort Hall.